# Церква Різдва Пресвятої Богородиці (Залісся)
Церква Різдва Пресвятої Богородиці в Заліссі — парафія і храм греко-католицької громади Монастириського деканату Бучацької єпархії Української греко-католицької церкви в селі Залісся Чортківського району Тернопільської области.

## Історія церкви
Перша згадка про храм датується 1880 роком.
З 1946 по 1993 рік церква була закрита державною владою.
З 1993 року парафія та храм знову повернулися в лоно УГКЦ.
У червні 2009 року церква постраждала від пожежі, але вже у вересні богослужіння відновили. Храм відремонтували за кошти парафіян та жителів навколишніх сіл і міст.
Після пожежі розписом церкви займалися художники Михайло Довгань та Володимир Василях.
При парафії діють такі спільноти та братства:
- Братство «Апостольство молитви».
- Вівтарна дружина.
- Параманне братство.
- Братство «Жива Вервиця».

Парафія співпрацює зі школою, місцевою владою та Етнографічно-меморіальним музеєм Володимира Гнатюка. На території парафії є капличка, хрест, фігури, а також у власності — проборство.

## Парохи
- о. митрат Анатолій Дуда (1993—1994),
- о. Петро Заділа (1994—2001),
- о. Олег Тройський (2001—2005),
- о. Олександр Бондаренко (2005—2013),
- о. Назарій Бедрій (з липня 2013).